# TT50
La tombe thébaine TT 50 est située à Cheikh Abd el-Gournah, dans la nécropole thébaine, sur la rive ouest du Nil, face à Louxor en Égypte.
C'est le lieu de sépulture de Néferhotep qui est père divin d'Amon-Rê lors de la XVIIIe dynastie, sous le règne de Horemheb.

## Description
Plusieurs membres de la famille sont mentionnés dans la tombe TT50. Néferhotep, père divin d'Amon-Rê, son frère Parennefer, également père divin et un autre frère nommé Khons-hotep, prêtre-ouâb d'Amon, sont les fils d'Amenemonet, père divin d'Amon, et de Takhat, chef du harem d'Amon. Rennout, fille de Néferhotep est représentée avec des fleurs et des fruits en main. Pairy, le fils de Néferhotep est également mentionné dans la tombe. Il est scribe de la Vérité dans le sud d'Héliopolis, à Thèbes. Une scène montrant des offrandes aux ancêtres est endommagée, mais le texte mentionne Ahmôsé, grand-père de Néferhotep.
Une scène datant de l'an 3 du pharaon Horemheb décrit comment le roi, après avoir fait une procession depuis la « Maison de l'Or », est dans son palais et convoque le père divin Néferhotep à venir devant lui. Néferhotep est couvert de cadeaux, argent, or, onguents, vêtements, pain, bière, viande et gâteaux. Le roi est accompagné par le surveillant du trésor Maya, de deux vizirs, de son chambellan et du majordome royal. Néferhotep et son frère Parennefer sont félicités par leur père Amenemonet.